# Potyczka pod Bebelnem
Potyczka pod Bebelnem – starcie zbrojne mające miejsce w sierpniu 1944 w rejonie Bebelna w wyniku którego partyzanci Armii Ludowej oraz oddział partyzanki radzieckiej uniknął zniszczenia pomimo okrążenia przez wojska niemieckie wsparte czołgami. 
W wyniku planów likwidacji oddziałów partyzanckich na zapleczu frontu radziecko-niemieckiego wojska niemieckie wsparte czołgami w sierpniu 1944 otoczyły w kompleksach leśnych w rejonie Bebelna oddział Armii Ludowej dowodzony przez Stanisław Olczyk pseudonim Garbaty. Łupem niemieckiej akcji padł również oddział partyzantki radzieckiej liczący 60 ludzi. Doszło do walk między partyzantami a wojskiem niemieckim. W wyniku wymiany ognia zniszczone zostały 2 czołgi, co opłacono śmiercią 4 partyzantów i 2 rannych. Pozostali wydostali się z okrążenia nocą w pobliżu Oleszna przyczyniając się do fiaska obławy antypartyzanckiej. 
Prawdopodobnie wpływ na zorganizowanie obławy przez okupacyjny reżim III Rzeszy miał też atak przeprowadzony 26 lipca 1944 pod Olesznem przez Armię Krajową na konną grupę żołnierzy SS, zakończoną śmiercią wielu z nich.